# Bu’aale
Bu'aale – miasto w południowej Somalii, stolica regionu Dżuba Środkowa. Leży w dolnej części doliny Dżuby. W czasach, gdy prezydentem był Mohammed Siad Barre rozwinęło się w nim rolnictwo na brzegach tejże rzeki. Po wojnie domowej w Somalii populacja znacznie się zwiększyła ze względu na silną migrację. Miasto przez długi czas znajdowało się w strefie okupacji islamistów. Dnia 2 kwietnia 2013 roku islamiści ogłosili powstanie republiki Bu'uale z siedzibą w mieście.